# Louis Bouyer
Louis Bouyer (* 17. Februar 1913 in Paris; † 22. Oktober 2004 in Paris) war ein französischer katholischer Theologe.

## Leben
Bouyer stammte aus einer protestantischen Familie. Nach einem philologischen Abschluss an der Sorbonne studierte er Theologie, zunächst an der protestantischen Fakultät von Paris, danach an der Universität Straßburg. 1936 wurde er als lutherischer Pastor ordiniert und übernahm dann bis zum Zweiten Weltkrieg eine Vikarstelle in der lutherischen Trinité-Pfarrgemeinde in Paris. Das Studium der Christologie und Ekklesiologie des hl. Athanasius führte ihn ab 1939 zur katholischen Kirche.
Nachdem er in der Abtei Saint-Wandrille (Département Seine-Maritime) in die katholische Kirche aufgenommen worden war, trat er für den Rest seines Lebens in die Kongregation der Oratorianer-Priester ein. 1944 wurde er zum Priester geweiht. Bis 1963 war er Professor am Institut catholique de Paris und lehrte dann in England, Spanien und in den Vereinigten Staaten. 1969 schrieb er das Buch La décomposition du catholicisme (dt. Der Verfall des Katholizismus), das die liturgischen und dogmatischen Schwierigkeiten aufzeigte, die die Kirche damals erlebte.
Zweimal wurde er vom Papst in die Internationale Theologenkommission berufen und war während des Zweiten Vatikanischen Konzils Berater für Liturgie, in der Liturgiekongregation und im Sekretariat für die Einheit der Christen. 1999 erhielt er den Kardinal-Grente-Preis der Académie française für sein Gesamtwerk. Er starb am 22. Oktober 2004 in Paris, nachdem er mehrere Jahre an Alzheimer gelitten hatte. Begraben ist er auf dem Ordensfriedhof der Abtei Saint-Wandrille.

## Grundzüge des Denkens Louis Bouyers
Nachdem er in jungen Jahren unter dem Einfluss Oscar Cullmanns und der Formgeschichtlichen Schule der Exegese stand, zeigte sich Bouyer offen für die wissenschaftlichen Erkenntnisse der Schriftauslegung und lehnte bildhafte oder symbolische Interpretationen, die eine klare Begründung im Text vermissen lassen und damit seiner Ansicht nach der Willkür Tür und Tor öffnen, entschieden ab. Als Anhänger der Bibelbewegung legte er allerdings großen Wert auf eine Bedeutung der Tradition (angefangen von der jüdischen bis hin zur christlichen) für ein angemessenes Verständnis der Heiligen Schrift.
In seiner Ekklesiologie war er stark beeinflusst von den ekklesiologischen Entwürfen Johann Adam Möhlers und John Henry Newmans, außerdem von Gedanken russisch-orthodoxer Theologen wie Georgi Wassiljewitsch Florowski.
Während und nach dem Zweiten Vatikanum trat Louis Bouyer stets für einen „dritten Weg“ jenseits der Lagerkämpfe zwischen Progressivisten und Traditionalisten ein, der sich der Wiederentdeckung einer lebendigen Tradition verdankte, die zwar vollkommen katholisch, aber auch zugleich ökumenisch ist. Die Theologie Louis Bouyers ist dabei vorwiegend von einer historischen und geistlichen Wahrnehmung geprägt.
Für die katholische Kirche ist er heute einer der reichhaltigsten, fruchtbarsten und anerkanntesten Theologen, vergleichbar mit Henri de Lubac, Jean Daniélou und Hans Urs von Balthasar. Die Beschäftigung mit dem Denken Louis Bouyers kann viel dazu beitragen, die Botschaft der letzten Päpste Johannes Pauls II. und Benedikts XVI. gründlicher zu verstehen.

## Veröffentlichungen (französisch)
Zentrale Themen
- Le mystère pascal, L’eucharistie
- Le trône de la Sagesse,
- Le fils éternel (dt. Das Wort ist der Sohn),
- Le père invisible,
- Le consolateur,
- Cosmos: Le monde et la gloire de Dieu,
- Gnosis: La connaissance de Dieu dans l’écriture,
- Sophia ou le Monde en Dieu.

Ekklesiologie
- L’Église de Dieu (dt.: Die Kirche. – St.-Benno-Verlag, Leipzig 1984, 494 S.),
- L’incarnation et l’Église corps du Christ.

Liturgie
- Le rite et l’homme,
- La vie de la liturgie,
- Architecture et liturgie (dt. Architektur und Liturgie).

Ökumene
- Du protestantisme à l’Église,
- Newman sa vie sa spiritualité.

Kampfschriften
- Religieux et clercs contre Dieu.

Mystik und Spiritualität
- Vie de saint Antoine par saint Athanase,
- La méditation contemplative,
- Le sens de la vie monastique,
- Le sens de la vie sacerdotale,
- Figures mystiques féminines,
- La connaissance spirituelle chez Marie de l’incarnation,
- Introduction à la vie spirituelle (dt.: Einführung in die christliche Spiritualität. – Matthias-Grünewald-Verl., Mainz 1965. – 295 S.)
- La spiritualité de Cîteaux,
- Le quatrième Évangile (dt. Das vierte Evangelium).

Sonstiges
- Autour d’Érasme,
- La dignité et la vocation de la femme,
- Mystère et ministères de la femme (dt.: Frau und Kirche),
- Les écrits de pères apostoliques,
- Le sens de la vie sacerdotale,
- Humain ou chrétien,
- La spiritualité du Nouveau Testament,
- Le culte de la mère de Dieu dans l’Église catholique,
- Saint Philippe Neri,
- Initiation chrétienne,
- L’initiation chrétienne.